# علی غفاری (کشتی‌گیر)
علی بالا غفاری (زاده ۱۳۰۴ - درگذشته ۱۳۸۶) کشتی‌گیر آزادکار اهل ایران بود. او در تهران و بنا به نقل قولی دیگر در باکو پایتخت کشور آذربایجان به‌دنیا آمد.
غفاری در سال‌های ۱۳۲۶، ۱۳۲۷، ۱۳۲۸ و ۱۳۲۹ در وزن‌های پنجم و ششم در هر دو رشته آزاد و فرنگی کشور به مقام قهرمانی رسید.
وی در بازی‌های المپیک تابستانی ۱۹۴۸ در سبک‌وزن در مرحله اول برابر تونی ریس از آفریقای جنوبی سه بر صفر شکست خورد، در مرحله دوم کیم سئونگ-یونگ را ضربه فنی کرد اما در مرحله سوم برابر بیل کول آمریکایی ضربه فنی شد و از مسابقات حذف شد.
غفاری که در سال ۱۳۲۹ ازدواج کرده بود صاحب ۳ فرزند دختر و یک فرزند پسر شد.